# James Husband
James Andrew Husband (ur. 3 stycznia 1994 w Leeds) – angielski piłkarz występujący na pozycji obrońcy w Blackpool F.C..